# Luchtfilter
Een luchtfilter is een filter dat ervoor zorgt dat aangezogen lucht wordt gezuiverd van ongewenste stoffen.
Deze ongewenste stoffen kunnen geuren, pollen, bacteriën of eenvoudigweg stofdeeltjes zijn. Al naargelang de stof die uit de lucht dient te worden gefilterd, bestaan er verschillende filters, onder andere HEPA-filter, actieve koolfilter, diatomeeënfilter etc.
Luchtfilters zijn in verschillende zaken te vinden, bijvoorbeeld in een stofzuiger, ademhalingsbeschermingsmasker, ionisator, luchtbehandelingsinstallaties en in een verbrandingsmotor. Lucht kan worden gefilterd om verschillende redenen: het voorkomen van slijtage en milieuverontreiniging of bescherming van personen of bescherming van installaties.